# Xosé Deira
Xosé Deira Triñanes, (nacido el 29 de febrero de 1948 en Boiro, La Coruña) es un político militante del Bloque Nacionalista Galego y alcalde de Boiro.
Licenciado en Filosofía por la Universidad de Valencia y Licenciado en Psicología por la Universidad de Madrid, Deira fue profesor de Psicología en la Universidad de Santiago. Luego pasó a la enseñanza media e impartió clases en centros educativos de Cee, Ribeira y Boiro. Fue director del Instituto Praia Barraña, de Boiro, desde 1992 hasta 2003, fecha en la que abandonó el cargo cuando llegó a la Alcaldía del Ayuntamiento de Boiro.
En 1986 se afilió a Esquerda Galega, de la que fue secretario comarcal, hasta la integración de este partido en el Bloque Nacionalista Galego (BNG), en 1995. Desde ese año alternó los cargos de secretario y responsable de política municipal dentro de la asamblea local del BNG boirense. Fue alcalde de Boiro hasta el año 2011.